# Barueri
Barueri är en stad och kommun i Brasilien och ligger i delstaten São Paulo. Staden ingår i São Paulos storstadsområde och har ungefär 260 000 invånare. Barueri växte fram ur bosättningen Nossa Senhora Da Escada Chapel, som anlades år 1560. Barueri hörde till kommunen Santana de Parnaíba fram till den 24 december 1948, då man blev en egen kommun.

## Administrativ indelning
Kommunen är indelad i fyra distrikt:
- Aldeia
- Barueri
- Jardim Belval
- Jardim Silveira

## Demografi
| Område  | Areal (km²) | Invånarantal 1 augusti 2000 | Invånarantal 1 augusti 2010 | Invånarantal 1 juli 2014 |
| ------- | ----------- | --------------------------- | --------------------------- | ------------------------ |
| Kommun¹ | 65,69       | 208 281                     | 240 749                     | 259 555                  |

¹Kommunens distrikt, med invånarantal 1 augusti 2010: Aldeia (44 843), Barueri (112 726), Jardim Belval (24 231) och Jardim Silveira (58 949). Hela kommunen är klassificerad som urban.